# Урок життя
«Урок життя» (рос. «Урок жизни») — радянський кольоровий художній фільм-соціальна драма 1955 року, знятий Юлієм Райзманом на кіностудії «Мосфільм».

## Сюжет
Наташа кидає навчання в педінституті і їде з Сергієм на будівництво. Успіхи чоловіка роблять його все більш самовпевненим і грубим. Вона ж відчуває себе самотньою і чужою у власній родині. Настає момент, коли Наташа вже не може примиритися ні з безглуздістю свого життя, ні з його віроломством. Вона їде, завершує навчання в інституті і стає вчителькою. Але тривожні думки про Сергія не залишають її ні на хвилину…

## У ролях
- Валентина Калініна — Наташа Ємельянова, Наталія Володимирівна
- Іван Переверзєв — Сергій Терентійович Ромашко, інженер
- Ольга Аросєва — Рая, подруга Наташі
- Георгій Куликов — Костя, Костянтин Миколайович, одногрупник Наташі, закоханий в неї
- Маргарита Юр'єва — Ліля Замкова, одногрупниця Наташі, актриса
- Віктор Авдюшко — Вася, одногрупник Наташі
- Ірина Акташева — Ліза, одногрупниця Наташі, дружина Васі
- Федір Шиманський — Сутейкін, виконроб
- Євген Весник — Петро Замковой, інженер, брат Лілі
- Андрій Михайлов — Тишка, син Наташі та Сергія
- Валентина Ананьїна — Нюра, домробітниця Ромашка
- Костянтин Барташевич — член райкому
- Володимир Всеволодов — інженер
- Лілія Гурова — Марія Степанівна, сусідка Ромашка
- Олександра Денисова — вахтерка в гуртожитку
- Микола Парфьонов — інженер Вася
- Костянтин Нассонов — голова екзаменаційної комісії
- Павло Тарасов — Рожицький, інженер
- Євген Тетерін — Іван Тимофійович, інженер
- Кларина Фролова-Воронцова — Настасья Іванівна, домробітниця Ромашка
- Олександр Ханов — член райкому
- Антоніна Богданова — член екзаменаційної комісії
- Микола Нікітіч — член екзаменаційної комісії
- Сергій Борисов — товариш по службі Наташі
- Іван Кузнецов — інженер
- Тетяна Махова — одногрупниця Наташі
- Юрій Леонідов — чоловік Наташиної одногрупниці
- Є. Кир'якова — жінка на вокзалі
- Андрій Пунтус — товариш по службі Сергія
- Алла Будницька — відвідувачка перукарні
- Тамара Шипунова — епізод
- Зінаїда Сорочинська — Варя
- Олександр Кузнецов — епізод
- Євген Буренков — епізод

## Знімальна група
- Режисер — Юлій Райзман
- Сценарист — Євген Габрилович
- Оператор — Сергій Урусевський
- Композитор — Аркадій Філіпенко
- Художник — Леван Шенгелія